# ستنا بابكر بدري

## ستنا بابكر بدري (فنانة تشكيلية)
ستنا بابكر بدري هي أول فنانة تشكيلية في السودان .

### السيرة الذاتية
ستنا بابكر بدري أول امرأة سودانية تقتحم مجال الرسم و الفن التشكيلي , حيث كانت تسكن في البستة بأم درمان و تحديداً في حارة الشيخ دفع الله حيث دار الشيخ بابكر بدري، في عام 1936م إنتقلت ستنا بابكر بدري إلى الخرطوم و واصلت تعليمها حتى المرحلة الثانوية ومن ثم تم قبولها بقسم التصميم بالمعهد الفني. إلا أن ولدها بابكر بدري بالرغم من أنه كان رجلا مستنيراً وسابقاً لزمانه في نظرته للمرأة فقد أنشأ أول مدرسة لتعليم البنات في السودان في عام 1907م بمدينة رفاعة ما جعل المرأة السودانية في طليعة النساء العربيات التعلمات، وبرغم وثوقه من موهبة إبنته الباكرة إلا أنه لم يستطع أن يقف أو يتصدى في وجه تقاليد ترى في التعليم المختلط على العرف السوداني . على أن الشيخ بابكر بدري استطاع بحكمته وإيمانه العميق بموهبة إبنته الباكرة أن يجد الحل بالتعاقد مع أحد المدرسين البرطانيين بالمعهد الفني فكانت ستنا بابكر تذهب برفقه أخيها يوسف بابكر لتلقى دروس الفن في محل إقامة الأستاذ الإنجليزي بالفندق. 
في عام 1936م سافرت ستنا بابكر بدري برفقة زوجها محمد عبد الكريم بدري إلى الولايات المتحدة. وهنالك إلتحقت بمعهد (فينسكي) بولاية كاليفورنيا فتعلمت فنون النحت على الحجارة والنحاص و المطاط والزجاج المدروش. تقول ستنا بابكر بدري عن المعهد : (أكسبني كل هذه الفنون الراقية ويعد نقطة تحول كبيرة في حياتي لأنني بعد تخرجي أقمت معرضين عرضوهما في التلفزيون الأمريكي فعرفني بعدد كبير من الأمركيين الذين كانو يأتو لمنزلي لشراء لوحاتي).

### النشاطات
عندما توفي والدها في عام 1998م فقد كانت والدتها أنذك تلح في السفر إلى أمريكيا لتلتقي بأخي الذي لم يستطع الحضور، وفي ذلك الوقت كان الحصول على تأشيرة زيارة إلى أمريكا صعباً لأبعد الحدود لكن ستنا بابكر قد تمكنت عن طريق علاقتها ب(باتريشيا) الدبلوماسية في السفارة الأمريكية بالخرطوم تمكنت من الحصول على موافقة السفرة على منح أمها التأشيرة. ومن ثم رأت ستنا أن تدعو باتريشيا لتشرب معها الشياي كعنوان من العرفان بالجميل. عندما عادت ستنا بابكر بدري من أمريكيا إلتحقت بكلية الفنون الجميلة لدراسة المنسجات وتلوينها و زخرفتها وهي المادة التي تقوم بتدريسها بجامعة الأحفاد للبنات,جعلت ستنا بابكر بدري من صالون بيتها متحفا صغيراً يحوي مختلف (الأناتيك) التي تؤسس التراث السوداني، إلى جانب الأزياء التي تميز كل منطقة من مناطق السودان المتعددت السمات.
كما أن لها بصمتها الواضحة في تصميم رسومات وأشكل التوب السوداني. كانت ة تعكف ستنا بابكر على سلسلة إصداراتها، فهي فنانة مثقفة لم ترضى لنفسها التقوقع والاكتفاء بعلم الفن وحده وتسعى دائماً وفي كل الأوقات للتزود بكاة ضروب المعرفة والعلم .تتميز ستنا بابكر بدري بالتقائية والبساطة و العفوية وليس لها شاغل ب(القطيعة) فلا تهدر طاقتها في الحقد أو إسقاط الأراء السلبية على من حولها ما أبعد عنها شبح الشيخوخة وأضفى عليها نضارة الشباب. 

### تكريم الحاجة ستنا بدري
كرم الاتحاد الفدرالي العالمي للإقتصلد المنزلي ومدرسة العلوم الصحية بجامعة الأحفاد للبنات الأستاذة ستنا بابكر بدري والأستاذ حمزه مدثر الحجارأستاذ لمادة الرياضيات بجامعة الأحفاد لدورهم الفعال. حيث نظم الاتحاد ندوة حول المسنين تحت شعار (أبداً لايفوت الأوان لرفاهية المسنين : رؤية الاقتصاد المنزلي) قال البروفيسر صديق عبد الرحيم رئيس الاتحاد العالمي للاقتصاد المنزلي